# Ronks – Keine Steinzeit ohne Alien!
Ronks – Keine Steinzeit ohne Alien! ist eine französische Zeichentrickserie für Kinder von Disney, die seit 2015 produziert wird.

## Handlung
Die Handlung spielt im Jahr 37250 v. Chr. und begleitet den Neanderthaler-Stamm der Ronks, die im Einklang mit der Natur leben und ein simples und bequemes Leben führen. In anderen Galaxien jedoch vergehen 10.000 Lichtjahre für eine Sekunde auf der Erde. Damit sich die Disparitäten besser einpendeln, wird der intellektuelle Außerirdische Flash auf die Erde geschickt. Dort versucht er, der Menschheit den aktuellen Stand der Zeit näherzubringen. Dabei erleben sie viele lustige Abenteuer.

## Produktion und Veröffentlichung
Die Serie wird seit 2015 in Frankreich für Disney produziert. Regie führen Charles Vaucelle und Jc Dessaint. Für die Produktion sind die Firmen Xilam, France Télévisions und Walt Disney Television zuständig.
Erstmals wurde die Serie am 22. August 2016 im Disney Channel ausgestrahlt. Die deutsche Erstausstrahlung fand am 10. September 2016 im Disney Channel Germany statt. Weitere Ausstrahlungen erfolgten ebenfalls auf Disney XD.

## Hauptfiguren
- Walter ist das Alphamännchen des Stammes. Er versucht, selbstbewusst zu wirken, und gehört zu den furchtlosen Jägern. Angst zeigt er nicht, wenn jemand zuschaut. Hinter seiner starken Gestalt steht aber ein gutes Herz und er versucht, seine Nichte Mila vor Gefahren zu beschützen.
- Mila ist die Nichte von Walter und ein junges, wildes und sehr lebhaftes Mädchen. Sie ist bereits in ihren jungen Jahren die schlaueste der Ronks und empfindet eine starke Neugierde und Wissensdrang. Sie kann daher nie still sitzen und sucht immer nach neuen Abenteuern.
- Flash ist ein intellektuelles Alien, das auf die Erde geschickt wurde, um die Zeitdifferenzen wieder in Ordnung zu bringen. Um dieses Ziel zu erreichen, arbeitet er sehr hartnäckig und überwindet dafür auch seine Ängste.

## Episodenliste
| Folgen-Nr. | Part | deutscher Titel                   | Originaltitel              | deutsche Erstausstrahlung |
| 1          | a    | Mila will fliegen                 | Crash and learn            | 24. September 2016        |
| 1          | b    | Die Zähmung des Gnus              | Taming of the gnu          | 18. September 2016        |
| 2          | a    | Das Rad des Unglücks              | The Wheel of Misfortune    | 10. September 2016        |
| 2          | b    | Eine gute Verbindung              | A Good Connection          | 17. September 2016        |
| 3          | a    | Golfspiel mit Hindernissen        | Game On                    | 8. Oktober 2016           |
| 3          | b    | Die Entdeckung des Kautschuks     | Rubber Age                 | 9. Oktober 2016           |
| 4          | a    | Humongorilla                      | HumonGorilla               | 22. Oktober 2016          |
| 4          | b    | Auf schnellen Sohlen              | No shoes is good shoes     | 23. Oktober 2016          |
| 5          | a    | Die Luxusvilla                    | No Shoes is Good Shoes     | 25. September 2016        |
| 5          | b    | Die blauen Gene                   | Blue Genes                 | 1. Oktober 2016           |
| 6          | a    | Alien-Konkurrenz                  | The Ronk Race              | 15. Oktober 2016          |
| 6          | b    | Die Schatzkarte                   | Go Your Own Way            | 16. Oktober 2016          |
| 7          | a    | Fliegender Dodo                   | The Flying Dodo            | 29. Oktober 2016          |
| 7          | b    | Das Zeitalter des Lichts          | Hold Back the Night        | 30. Oktober 2016          |
| 8          | a    | Zahn-Flash                        | Flash a Smile              | 5. November 2016          |
| 8          | b    | Flash ohne High-Tech              | No Tech Flash              | 6. November 2016          |
| 9          | a    | Intergalaktischer Starbesuch      | Intergalactic Star         | 8. Dezember 2016          |
| 9          | b    | Mitgehangen, mitgefangen          | Stuck on You               | 8. Dezember 2016          |
| 10         | a    | Walter Wasserfest                 | Walterproof                | 9. Dezember 2016          |
| 10         | b    | Ein Fall für zweiI                | Smell a Hat                | 9. Dezember 2016          |
| 11         | a    | Keine Angst vorm Krächzdrachen    | Little Ronks of Horror     | 25. Januar 2017           |
| 11         | b    | Ein Whirlpool für Mama            | Turn up the Heat           | 25. Januar 2017           |
| 12         | a    | Die Inspektion                    | The Inspection             | 26. Januar 2017           |
| 12         | b    | Captain Ferienzeit                | Ronks and Relaxation       | 26. Januar 2017           |
| 13         | a    | Der Partyroboter                  | Birthday Bashed            | 27. Januar 2017           |
| 13         | b    | Auf die Piste!                    | The Ronks Hit the Slopes   | 27. Januar 2017           |
| 14         | a    | Sieben Klicks bis zur Katastrophe | Seven Clicks From Disaster | 30. Januar 2017           |
| 14         | b    | Stealing the Show                 | Kampf der Weisen           | 30. Januar 2017           |
| 15         | a    | Pandala                           | Baby Bother                | 31. Januar 2017           |
| 15         | b    | Was wäre, wenn …                  | You Can’t Be Serious       | 31. Januar 2017           |
| 16         | a    | Dinosaurier Flashback             | Jurassic Flash Back        | 1. Februar 2017           |
| 16         | b    | Also sprach Godzi                 | Godzi Said So              | 1. Februar 2017           |
| 17         | a    | Das Fußball-Spiel                 | Take it to the Field       | 3. Februar 2017           |
| 17         | b    | Flash, der Sturmfriseur           | Stormy Weather             | 3. Februar 2017           |
| 18         | a    | Körpertausch                      | Body Swap                  | 12. Juni 2017             |
| 18         | b    | Kampf dem Gemüse!                 | Growing Pains              | 12. Juni 2017             |
| 19         | a    | Kicheritis                        | No Laughing Matter         | 13. Juni 2017             |
| 19         | b    | Mila meutert                      | Mila Mutiny                | 13. Juni 2017             |
| 20         | a    | Mila auf der Jagd                 | Good Walt Hunting          | 14. Juni 2017             |
| 20         | b    | Steinzeit-Mode                    | Fashion Victims            | 14. Juni 2017             |
| 21         | a    | Elektrisiert                      | No More Magnon             | 15. Juni 2017             |
| 21         | b    | Ersatz für Mama                   | Substitute Mama            | 15. Juni 2017             |
| 22         | a    | Der Zorn der Kobolde              | Out to Lunch               | 16. Juni 2017             |
| 22         | b    | Ausflug ins All                   | The First Ronk in Space    | 16. Juni 2017             |
| 23         | a    | Der Wasserhüter                   | Thrist and Furious         | 19. Juni 2017             |
| 23         | b    | Flashs Liebesratgeber             | Love Coach                 | 19. Juni 2017             |
| 24         | a    | Flash, du bist gefeuert!          | Flash, you’re Fired!       | 20. Juni 2017             |
| 24         | b    | Der große Schmodder               | The Great Unwashed         | 20. Juni 2017             |
| 25         | a    | Der Doppel-Diebstahl              | See No Evil                | 21. Juni 2017             |
| 25         | b    | Zwei Ronks im Wald                | Think, Walter, Think!      | 21. Juni 2017             |
| 26         | a    | Das Superhirn                     | Uber Mormagnon             | 22. Juni 2017             |
| 26         | b    | Ein besonderer Brauch             | The Legend of Santug Kroyd | 22. Juni 2017             |

## Synchronisation
Die deutsche Synchronfassung der Serie entstand bei der SDI Media Germany GmbH in Berlin, unter der Dialogregie von Dr. Susanne Boetius.
| Rolle       | Original-Stimme | deutscher Sprecher   |
| ----------- | --------------- | -------------------- |
| Flash       | Tom Kenny       | Dirk Petrick         |
| Mila        | Jessica DiCicco | Peggy Pollow         |
| Walter      | Scott Whyte     | Matthias Deutelmoser |
| Mormagnon   | Charlie Adler   | Dieter Memel         |
| Mama        | Cree Summer     | Heide Domanowski     |
| Dave        | –               | Raimund Krone        |
| Flashs Boss | –               | Reinhard Scheunemann |